# Ракетный удар по Полтаве 3 сентября 2024 года
Ракетный удар по Полтаве был нанесён российскими войсками 3 сентября 2024 года. Обстрелу подверглись Военный институт телекоммуникаций и информатизации и близлежащая больница. Погибли 59 человек, ранены более 300.

## Ход событий
3 сентября 2024 года ВС РФ нанесли удар двумя баллистическими ракетами по учебному корпусу Военного института телекоммуникаций и информатизации, расположенному в Полтаве. По информации издания «Суспільне», атака произошла в 9:10.
Институт, по которому был нанесён удар, обучает солдат навыкам в сфере электроники, коммуникаций в условиях боевых действий и кибервойны. В рамках вторжения России на Украину курс обучения солдат перед возвращением на фронт составляет 1 месяц.
Директор института Игорь Мацюк заявил, что атака произошла в тот момент, когда большинство курсантов было на занятиях. В результате взрыва два из шести эвакуационных выходов оказались заблокированы, а внутренние проходы, которые можно было использовать для эвакуации, — перекрыты из-за обрушений. Через 7 минут после взрыва было эвакуировано более 1 000 человек.
Согласно сообщению украинской службы Би-би-си на территории училища, к моменту атаки расформированного, был расположен учебный центр войск связи № 179.
По информации ГСЧС Украины, в результате ударов зафиксировано частичное разрушение 6-этажного учебного корпуса института, повреждение трёх многоэтажных жилых зданий, пяти частных домостроений, а также офисного помещения.
Сухопутные войска Украины подтвердили информацию о том, что среди пострадавших лиц были военнослужащие ВСУ.
Согласно заявлению Владимира Зеленского от 3 сентября 2024 года погиб 41 человек, более 180 человек получили ранения. По состоянию на 5 сентября количество погибших возросло до 55, раненых — до 328. К 8 сентября в больницах умерли ещё 3 человека. Через месяц после удара умер ещё один.
По информации Министерства обороны Украины, удар был нанесён двумя баллистическими ракетами. Одно из строений института частично разрушено.

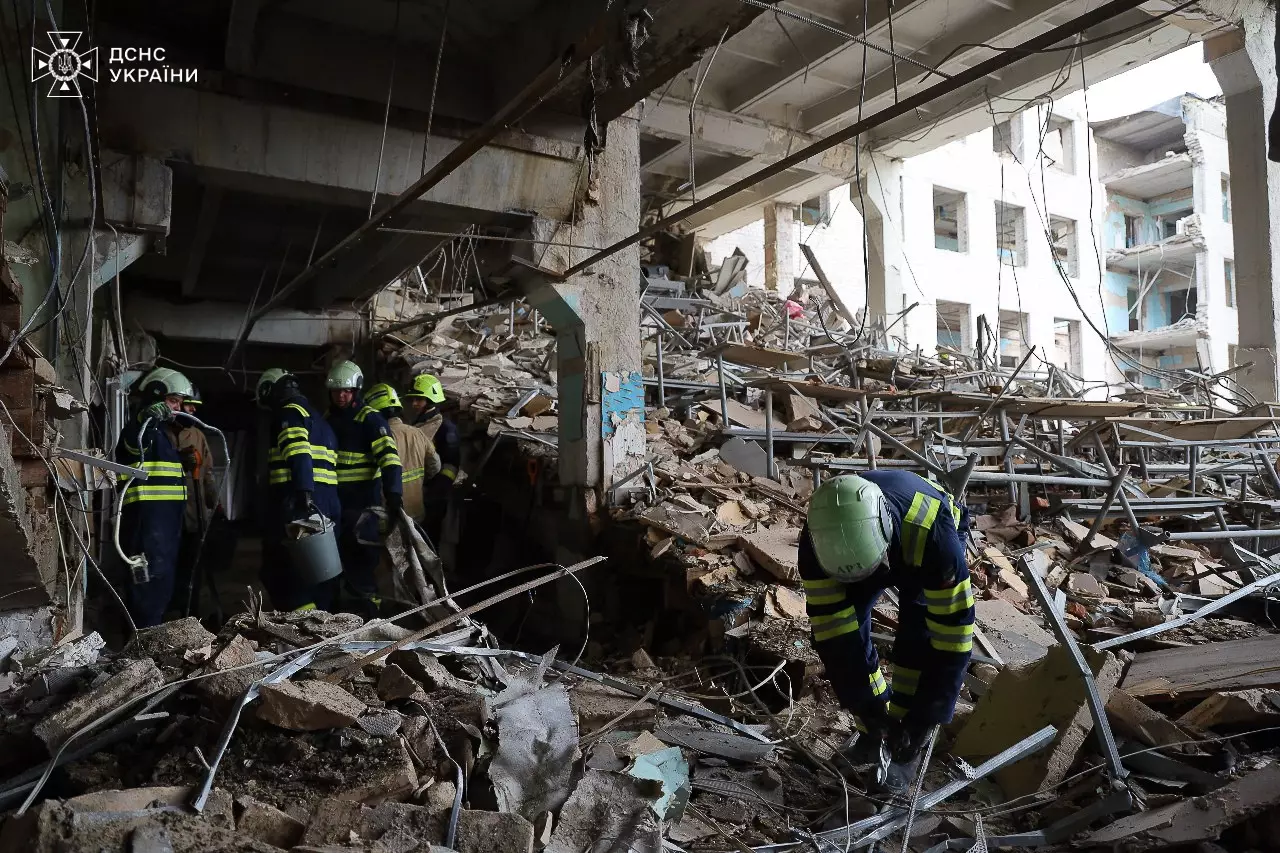
Разрушенный институт

Владимир Зеленский заявил: «Попадание по территории учебного заведения и соседней больницы. Было частично разрушено одно из зданий Института связи. Люди оказались под завалами». Согласно заявлению главы МВД Украины Игоря Клименко повреждения получили жилые здания, расположенные рядом с местом удара. В зданиях взрывной волной были выбиты стёкла, получили повреждения фасады.
Минобороны Украины заявило, что из-за чрезвычайно короткой паузы между объявлением воздушной тревоги и ударом пострадали люди, пытавшиеся уйти в бомбоубежище. Со слов попавшего под удар украинского военного, это были военные курсанты училища, не успевшие перейти из классов в укрытие.
Следующие три дня, с 4 по 6 сентября 2024 года, в Полтавской области были объявлены днями траура.